# 巴季基夫齊
50°17′15″N 26°15′34″E / 50.28750°N 26.25944°E
巴季基夫齊（烏克蘭語：Батьківці），是烏克蘭西北部的村莊，隸屬里夫內州的里夫內區。該村始建於1824年，面積1.37平方公里，海拔高度224米，2001年人口23，人口密度每平方公里16.8人。